# Станси
Станси (фр. stance, італ. stanza — строфа, зупинка, місцеположення) — у поезії XVIII-XIX ст. елегійний вірш у строфах невеликого обсягу (зазвичай 4-вірші чотиристопного ямба), із обов'язковою паузою (крапкою) у кінці кожної строфи.
Найвідоміші станси: Байрона, Олександра Пушкіна, Михайла Лермонтова.